# خیانت (فیلم ۱۹۸۸)
خیانت (انگلیسی: Betrayed) فیلمی به کارگردانی کوستا گاوراس است که در سال ۱۹۸۸ منتشر شد.

## بازیگران
- دبرا وینگر
- تام برنگر
- جان هرد
- جانی ماهونی
- بتسی بلر
- تد لواین
- جفری دی‌مان
- آلبر هال
- دیوید کلنون
- ریچارد لیبرتینی